# Pocillopora brevicornis
Espèce
Pocillopora brevicornis est une espèce de coraux appartenant à la famille des Pocilloporidae.